# 東洋小金髮蘚
東洋小金髮蘚（学名：Pogonatum nipponicum）为土馬騣科小金髮蘚屬下的一个种。

## 扩展阅读
- 維基物種上的相關：東洋小金髮蘚